# Wet Dream
Wet Dream (с англ. — «Влажный сон») — первый сольный альбом клавишника группы Pink Floyd Ричарда Райта, выпущенный 22 сентября 1978 года. Композиции с этого альбома не исполнялись на концертах, ни одна из них не была выпущена в виде сингла. Больше половины композиций — инструментальные. Дизайн обложки альбома Wet Dream выполнен студией Hipgnosis.

## История создания
Период творческого перерыва, появившийся в работе группы Pink Floyd после концертного тура In the Flesh (завершился в июле 1977 года) перед началом записи нового альбома, «The Wall» (с конца 1978 года), Ричард Райт (так же, как и Дэвид Гилмор) использовал для работы над сольным проектом. Райт выступил продюсером своего альбома и написал все песни для Wet Dream (за исключением «Pink’s Song», созданной совместно с Джульеттой Райт), материал для альбома был написан Райтом на его вилле неподалёку от города Линдос на греческом острове Родос. Для работы над записью альбома Райт выбрал студию Super Bear на юге Франции по совету Гилмора, который записывал там свой сольный альбом David Gilmour в декабре 1977 и январе 1978 годов. В записи Wet Dream принял участие гитарист Сноуи Уайт (Snowy White), сопровождавший Pink Floyd во время гастрольного тура In the Flesh.
Альбом Райта остался практически незамеченным поклонниками творчества Pink Floyd, темпы продаж его были очень низкими.

## Список композиций
| №  | Название                               | Автор(ы)    | Ведущий вокал               | Длительность |
| -- | -------------------------------------- | ----------- | --------------------------- | ------------ |
| 1. | «Mediterranean C» ("Средиземное море") | Ричард Райт | инструментальная композиция | 3:52         |
| 2. | «Against the Odds» ("Вопреки всему")   | Райт        | Райт                        | 3:57         |
| 3. | «Cat Cruise»                           | Райт        | инструментальная композиция | 5:14         |
| 4. | «Summer Elegy» ("Летняя элегия")       | Райт        | Райт                        | 4:53         |
| 5. | «Waves» ("Волны")                      | Райт        | инструментальная композиция | 4:19         |

| №  | Название                                   | Автор(ы)                           | Ведущий вокал               | Длительность |
| -- | ------------------------------------------ | ---------------------------------- | --------------------------- | ------------ |
| 1. | «Holiday»                                  | Райт                               | Райт                        | 6:11         |
| 2. | «Mad Yannis Dance» (Безумный танец Янниса) | Райт                               | инструментальная композиция | 3:19         |
| 3. | «Drop In from the Top» (Капля с вершины)   | Райт                               | инструментальная композиция | 3:25         |
| 4. | «Pink’s Song» (Песня Пинка)                | Ричард Райт, Джульетт Райт (слова) | Райт                        | 3:28         |
| 5. | «Funky Deux» (Funky Deux)                  | Райт                               | инструментальная композиция | 4:57         |

## Участники записи
- Ричард Райт — клавишные, синтезатор Оберхайм, вокал;
- Мел Коллинз — саксофон, флейта;
- Сноуи Уайт — гитары;
- Ларри Стил (Larry Steele) — бас-гитара;
- Рег Исадор (Reg Isadore) — ударные.

Звукоинженеры
- Джон Этчелс (John Etchells) — звукоинженер;
- Patrik Jauneaud — ассистент звукоинженера.
- Фил Тейлор (Phil Taylor) — звукозаписывающее оборудование студии Super Bear Studios France.

Продюсирование
- Ричард Райт.

Дизайн обложки
- Дизайн — Hipgnosis;
- Фотографии — Hipgnosis/Brimson.